# ادوارد گریگوریان (پزشک)
ادوارد هراچی گریگوریان (ارمنی: Էդուարդ Հրաչի Գրիգորյան؛  زادهٔ ۲۷ ژوئیهٔ ۱۹۳۶) یک پزشک اهل ارمنستان است.

## زندگی‌نامه
در ۲۷ ژوئیهٔ ۱۹۳۶ در ایروان به دنیا آمد و از دانشگاه پزشکی دولتی ایروان فارغ‌التحصیل شد. وی همچنین برنده دانشمند شایسته جمهوری ارمنستان شده است. 

## یادداشت
1. ↑  բժշկական գիտությունների դոկտոր
2. ↑  ստամոքսաղիքաբան